# موسیقی در دوران هخامنشیان
دوران هخامنشیان از حدود ۵۵۰ سال پیش از میلاد مسیح تا حدود ۳۳۰ سال پیش از میلاد مسیح بود. هخامنشیان وارث تمدن مادها بودند و موسیقی و هنر نیز جزئی از این تمدن بود.

## تاریخچه
از موسیقی ایران پیش از دوران هخامنشیان اطلاعات چندانی در دست نیست. به عقیدهٔ کسنوفون موسیقی در این دوره به چند رشته تقسیم می‌شده که عبارت بوده‌اند از رزمی یا جنگی، بزمی، و مجلسی. اسناد تاریخی آشوری که مربوط به سدهٔ هشتم پیش از میلاد است، نشان می‌دهد که اقوامی در فلات ایران مستقر شده بودند که بعداً به آریایی معروف شدند. بسیاری از این قوم در منطقهٔ هندوستان مستقر بودند و در فاصلهٔ ۱۵۰۰ تا ۵۰۰ پیش از میلاد سرودهای مختلفی ساخته بودند که در مراسم جنگی، جشن‌ها و مراسم مذهبی اجرا می‌شدند.
آن دسته از موسیقی‌نوازان این دوران که در منطقهٔ هندوستان زندگی می‌کردند، منشأ کولی‌هایی هستند (که با نام کاولی یا کابلی یا لوری هم شناخته می‌شدند) که در دورهٔ ساسانیان به درخواست بهرام گور به ایران آمدند و عمدتاً در منطقهٔ لرستان ساکن شدند.

## سبک‌ها
سرودهای رزمی در دوران هخامنشیان نقش مهمی داشتند. گزنفون نوشته که کوروش بزرگ (بنیانگذار دودمان هخامنشی) از کشته شدن سربازان تالشی و تبری سرودی خواند که بعدها در دورهٔ ساسانیان مراسم سوگ سیاوش خوانده می‌شده‌ است. همچنین سرودهای مذهبی نیز در این دوره نقش مهمی داشتند؛ به گفتهٔ هرودوت این سرودها، بر خلاف سرودهای مشابه در تمدن آشوری و بابلی، بدون همراهی ساز اجرا می‌شدند. این سرودها غالباً تنالیته‌ای در گام بزرگ داشتند. آوازهای دسته‌جمعی نیز در این دوره رایج بودند که عموماً توسط دختران اجرا می‌شدند.

## سازها
بر اساس آنچه مورخان مختلف نقل کرده‌اند و آنچه در نقش برجسته‌های ایلام یافت شده، تا دوران هخامنشیان سازهایی شبیه چنگ، دف، دهل و شیپور در موسیقی به کار گرفته می‌شده است.